# Pua Kealoha
Pua Kealoha (Estados Unidos, 14 de noviembre de 1902-San Francisco (California), 29 de agosto de 1989) fue un nadador estadounidense especializado en pruebas de estilo libre, donde consiguió ser subcampeón olímpico en 1920 en los 100 metros.

## Carrera deportiva
En los Juegos Olímpicos de Amberes 1920 ganó la medalla de plata en los 100 metros estilo libre, tras su compatriota Duke Kahanamoku y por delante de otro estadounidense Bill Harris; y también ganó el oro en la prueba de relevos de 4x200 metros estilo libre, por delante de Australia y Reino Unido (bronce).